# Heinrich Emil Deyßing
Heinrich Emil Deyßing (* 8. Februar 1818 in Sonnefeld; † 15. Januar 1901 in Coburg) war ein deutscher Jurist und Politiker.

## Leben
Als Sohn eines Kaufmanns geboren, studierte Deyßing nach dem Besuch des Casimirianums in Coburg Rechtswissenschaften in Jena. Während seines Studiums wurde er 1841 Mitglied der Jenaischen Burschenschaft/Burschenschaft Arminia auf dem Burgkeller. Nach seinem Studium wurde er 1844 Aktuar in Neustadt bei Coburg, 1848 Aktuar am Justizamt Coburg. 1850 bis 1852 war er Abgeordneter des Dritten Außerordentlichen Landtags von Sachsen-Coburg. 1851 wurde er Vorstand des Justizamts Coburg I. 1852 wurde er als Archivrat Archivar des Landtags von Sachsen-Coburg und Gotha. 1856 bis 1860 war er der erste Direktor der Creditkasse des Spar- und Hülfevereins in Coburg. 1869 wurde er Abgeordneter des Landtags und ging 1886 in Pension.

## Ehrungen
- Gedenktafel am Rathaus in Coburg
- Die Ketschendorfer Schlucht/Büttelloch wurde in Deyßing-Schlucht umbenannt
- Deyßingstraße im Coburger Stadtteil Scheuerfeld